# Lovechild
Lovechild was het beoogde vijfde muziekalbum van Curved Air, maar werd het achtste. Na Air cut en bijbehorende optredens wilde de band weer de studio in voor de opvolger. Echter de drummer moest een operatie ondergaan en ook de gitarist Kirby Gregory had aangegeven dat hij wilde stoppen. Daarnaast had de leider van de band Sonja Kristina zowel zakelijke als privéproblemen. En als klap op de vuurpijl had hun toenmalige platenlabel Warner Brothers Records geen vertrouwen in de constante personeelswisselingen in de band, hun contract werd opgezegd.
Delen van de opnamen voor onderstaand album dat incompleet is vonden plaats in de Advision Studio in Londen. De muziek bleef lang op de plank liggen. Castle Records bracht het in 1990 uit, zonder ook maar enige royalty's te betalen. In 2011 verwierf Repertoire Records de rechten en bracht het uit.
De platenhoes is gelijk aan Curved Airs eerste album Airconditioning

## Musici
- Sonja Kristina – zang
- Gregory Kirby – gitaar op The flasher
- Thor en/of The Iceman – gitaar op andere tracks
- John O’Hara – toetsinstrumenten op Exsultate Jubilate
- Eddie Jobson – elektrische viool, toetsinstrumenten op alle andere tracks
- Jim Russell slagwerk op The Flasher
- Florian Pilkington – Miksa – slagwerk op alle andere tracks

## Muziek
| Nr. | Titel                            | Duur |
| --- | -------------------------------- | ---- |
| 1.  | Exsultate Jubilate (traditional) | 0:41 |
| 2.  | Lovechild (Kristina)             | 4:50 |
| 3.  | Seasons (Kristina)               | 8:39 |
| 4.  | The flasher (Kriby)              | 4:06 |
| 5.  | Joan (Jobson)                    | 1:22 |
| 6.  | The dancer (Kristina)            | 3:53 |
| 7.  | The widow (Kristina)             | 3:48 |
| 8.  | Paris by night (Jobson)          | 6:43 |

Exsultate Jubilate klinkt als een stuk klassieke muziek, Joan was gepland als een gezamenlijk stuk van Kristina en Jobson, Paris by night is een vingeroefening minimal music binnen de popmuziek voor Jobsons piano en synthesizer.